# Famille Lovejoy
 (avril 2024).
Si vous disposez d'ouvrages ou d'articles de référence ou si vous connaissez des sites web de qualité traitant du thème abordé ici, merci de compléter l'article en donnant les références utiles à sa vérifiabilité et en les liant à la section « Notes et références ».
La famille Lovejoy est une famille fictive présent dans la série animée télévisée Les Simpson. Elle est composée du père, Timothy Lovejoy, de la mère, Helen Lovejoy (née Schwartzbaum), et leur fille, Jessica Lovejoy.

## Timothy Lovejoy
C'est le pasteur de la ville de Springfield dans laquelle a lieu la série. 
Il est tolérant et cynique envers sa religion, contrairement à son plus grand admirateur : Ned Flanders, mais le pasteur est souvent exaspéré par la religiosité excessive de ce dernier. Je crois en Marge montre d'ailleurs que c'est à cause de lui que Timothy Lovejoy a progressivement délaissé son métier de pasteur. La foi du pasteur parait parfois fragile : ainsi il n'hésite pas à renier -temporairement- Dieu à la fin de l'épisode Un coup de pied aux cultes. Il a aussi accepté de marier Apu et Manjula selon les rites hindous. Pour lui, être pasteur est un métier comme les autres, qu'il effectue parce qu'il doit le faire et non pas pour transmettre la parole de Dieu. Ses sermons du dimanche sont longs et fastidieux, à tel point que les fidèles n'ont qu'une envie : quitter le temple.  
En dehors du lieu de culte, le révérend Lovejoy est un homme comme un autre, qui adore en particulier jouer avec ses trains électriques.
Sa voix est celle de Patrick Guillemin (pour les saisons 1 à 9) et de Pierre Laurent (depuis la saison 10) pour la version française, et celle de Bernard Fortin pour la version québécoise.

## Helen Lovejoy
Helen Lovejoy (née Schwartzbaum) est la femme du révérend Lovejoy, ils se sont rencontrés alors que Timothy faisait du porte à porte pour vendre ses bibles. Loin d'être charitable pour ses prochains, c'est une des mauvaises langues les plus actives de la ville, mais elle adore broder des psaumes sur ses mouchoirs. Elle se met toujours du côté de son mari quand la morale publique est — selon elle — en danger : elle a voulu interdire l'exposition du David de Michel-Ange en raison de sa nudité, s'est déclarée en faveur de la prohibition et pour la fermeture de la maison close de Springfield. Dans l'épisode J'y suis, j'y reste, elle prononce la phrase « pensez aux enfants ! » qu'elle contribue à populariser. Dans la saison 20, Mariage en sinistre, le pasteur mentionne devant le révérend qu'Helen était un homme "Je me souviens même quand elle s'appelait Harold Schwartzbaum" ; ce qui est néanmoins improbable, car elle a bien eu un enfant biologique avec son mari. De plus, un flashback de l'épisode 20 de la saison 15 montre clairement Helen en petite fille.
C'est aussi une femme d'affaires avisée dans l'épisode Pour quelques bretzels de plus. Elle apparaît pour la 1re fois dans l'épisode Marge perd la boule. Dans la saison 21, lors de l'épisode spécial d'Halloween, on apprend par Marge qu'elle est la marraine de Lisa.
Elle est doublée par Régine Teyssot.

## Jessica Lovejoy
Au début de l'épisode où Jessica fait son apparition, elle semble être le pendant féminin de Bart Simpson, qui tombe amoureux d'elle (La Petite Amie de Bart). Cependant, par la suite, elle se révèle être, au-delà de la chipie facétieuse et attachante, une délinquante sans scrupules qui n'hésitera pas à accuser Bart de ses propres vols. En réalité, Jessica a un bon fond, mais cherche à tout prix à attirer l'attention de son père, qui préfère fermer les yeux sur tous ses débordements et négliger son éducation.

## Autres
On connaît aussi le père du Révérend Lovejoy, qui est un habitué de la maison close de Springfield. Il apparaît dans l'épisode 5 de la saison 8 : Bart chez les dames.

## Anecdotes
Matt Groening a avoué avoir choisi le nom de Lovejoy en rapport à NW Lovejoy Street à Portland, dans l'Oregon.